# Landkreis Rosenheim
Landkreis Rosenheim ligger i Oberbayern   i den   tyske delstat Bayern. Den grænser til (med uret fra vest)  Landkreisene Miesbach, München, Ebersberg, Mühldorf am Inn og Traunstein samt mod syd til den Østrigske delstat Tyrol i Bezirk Kufstein. Byen  Rosenheim er helt omsluttet af landkreisen , men er som kreisfri by ikke en del af den. 
I Landkreis Rosenheim ligger byerne Kolbermoor, Bad Aibling og Wasserburg am Inn, samt yderligere 43 kommuner.

## Geografi
Landkreis Rosenheim ligger i  alpeforlandet  og i den bayerske del af landskabet Unterinntal. Det fra Würm-istidens Inngletscher tilbageliggende Morænelandskab har dannet mange søer. Floden Mangfall, der har sit udspring i  Tegernsee løber ved Rosenheim ud i Inn. Til området hører også en lille del af Chiemsee (Schafwaschen) og øerne Frauen- og Herrenchiemsee i denne. Den største del af Chiemsee, deriblandt øernes omgivelser hører under nabolandkreisen Traunstein. Mod syd ligger bjergkæden Mangfallgebirge hvor det 1.838 m høje bjerg Wendelstein er det mest markante, men ikke det højeste.   Mod syd ligger også  Chiemgauer Alperne. Det  højeste bjerg i området er Große Traithen, der er  1.852 meter højt.

## Byer og kommuner
Kreisen havde 260983  indbyggere pr.  2018-12-31

| Byer 1. Bad Aibling (19100) 2. Kolbermoor (18505) 3. Wasserburg a.Inn (12691) Købstæder (markt) 1. Bad Endorf (8377) 2. Bruckmühl (16534) 3. Neubeuern (4315) 4. Prien am Chiemsee (10789) | Kommuner 1. Albaching (1757) 2. Amerang (3659) 3. Aschau i.Chiemgau (5731) 4. Babensham (3136) 5. Bad Feilnbach (8294) 6. Bernau a.Chiemsee (6980) 7. Brannenburg (6310) 8. Breitbrunn a.Chiemsee (1552) 9. Chiemsee (211) 10. Edling (4584) 11. Eggstätt (2979) 12. Eiselfing (3055) 13. Feldkirchen-Westerham (10890) 14. Flintsbach a.Inn (3033) 15. Frasdorf (3099) 16. Griesstätt (2892) 17. Großkarolinenfeld (7344) 18. Gstadt a.Chiemsee (1192) 19. Halfing (2835) 20. Höslwang (1285) 21. Kiefersfelden (6821) 22. Nußdorf a.Inn (2648) 23. Oberaudorf (5264) 24. Pfaffing (4232) 25. Prutting (2880) 26. Ramerberg (1342) 27. Raubling (11485) 28. Riedering (5599) 29. Rimsting (3935) 30. Rohrdorf (5826) 31. Rott a.Inn (4067) 32. Samerberg (2814) 33. Schechen (4990) 34. Schonstett (1356) 35. Söchtenau (2651) 36. Soyen (2894) 37. Stephanskirchen (10528) 38. Tuntenhausen (7150) 39. Vogtareuth (3372) |

Verwaltungsgemeinschafte
1. Breitbrunn
(Gemeinden Breitbrunn a.Chiemsee, Chiemsee und Gstadt a.Chiemsee)
2. Halfing
(Gemeinden Halfing, Höslwang und Schonstett)
3. Pfaffing
(Gemeinden Albaching und Pfaffing)
4. Rott a.Inn
(Gemeinden Ramerberg und Rott a.Inn)

Kommunefri områder (10,37 km²)
1. Rotter Forst-Nord (7,33 km²)
2. Rotter Forst-Süd (3,04 km²)